# کالای غیرمجاز

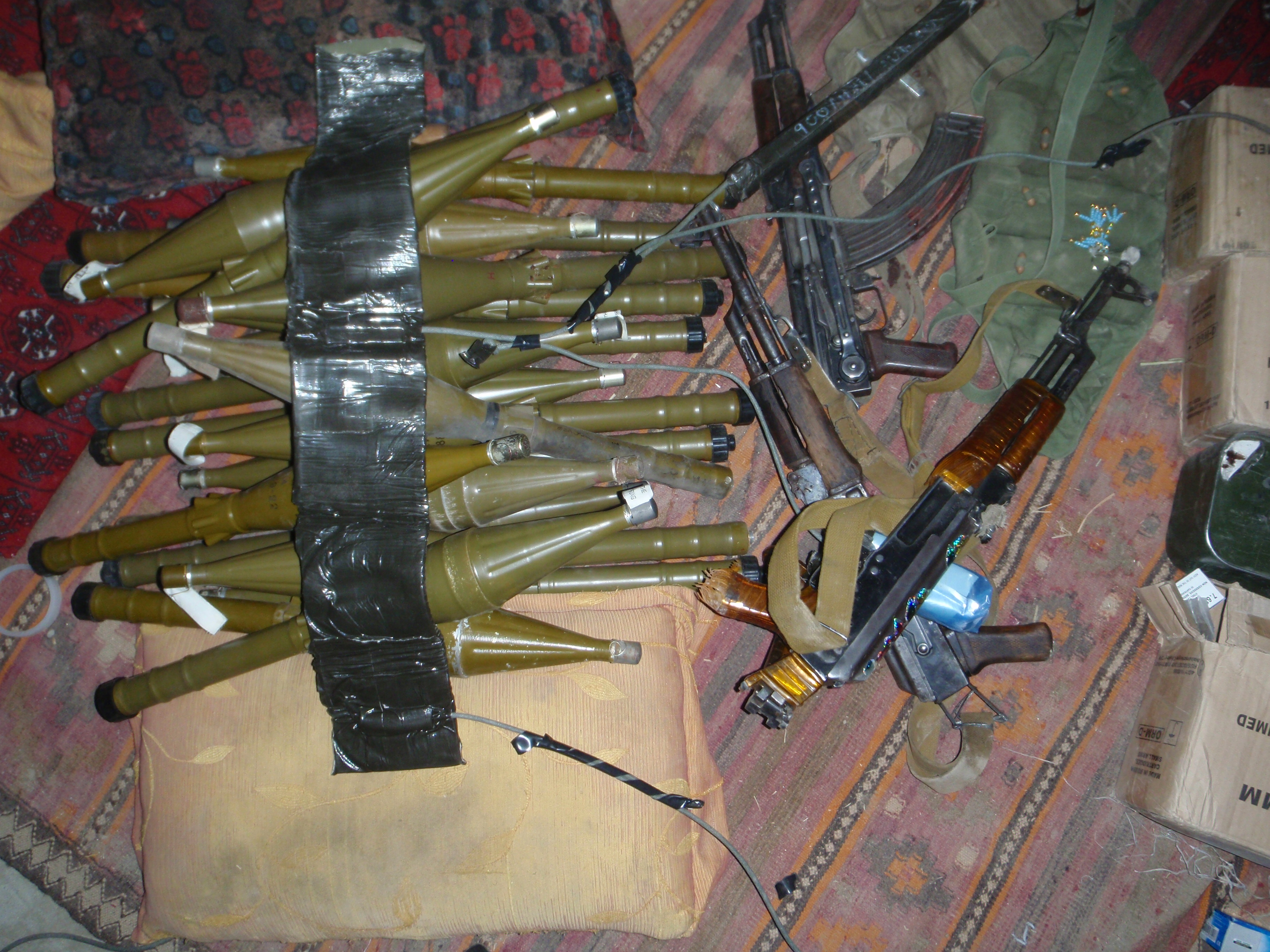
نمایی از تعدادی کالای غیرمجاز (چند قبضه سلاح جنگی قاچاق) که توسط نیروهای امنیتی افغان و ائتلاف، در جریان یک‌عملیات امنیتی تهاجمی در ننگرهار کشف و ضبط شد. - ۲۰۱۰

کالای غیرمجاز (انگلیسی: Contraband) اصطلاحی است که از قرن شانزدهم میلادی به کار رفته و هر نوع کالا که اجازه توزیع و خرید و فروش یا انتقال نداشته باشد را شامل می‌شود. کالای قاچاق نمونه کالای غیرمجاز است.